# Maria Shipe
Maria Whitney Shipe (* 7. Oktober 1986 in Columbus, Ohio) ist eine philippinisch-US-amerikanische Fußballspielerin.

## Leben
Shipe besuchte von 2001 bis 2004 die Bexley High School in Bexley, Ohio. Nach ihrem Abschluss schrieb sie sich für das Sophomore-Jahr an der Aurora-Universität in Aurora, Illinois ein. Nach einem Jahr verließ sie ohne Abschluss die AU und setzte ihr Studium an der Robert Morris University of Illinois in Chicago fort. Im Frühjahr 2009 promovierte sie in Business Administration und verließ nach erfolgreichem Abschluss die RMU. Neben ihrer Fußballkarriere arbeitet Shipe als Fitness-Trainerin in Chicago.

### Fußballkarriere
Shipe startete ihre Karriere in der FC Indiana Academy. Sie spielte anschließend im Rahmen ihrer High-School-Ausbildung an der Bexley High School für die Bexley Lions, das Fußball-Team der Schule. Es folgte später ein Sophomore-Jahr an der Aurora University für das Team der AU Eagles, bevor sie 2006 ihr Studium an der Robert Morris University of Illinois fortführte. Nachdem sie 2009 promoviert und die Universität verlassen hatte, begann sie ihre aktive semiprofessionelle Karriere mit den Chicago Gold Stars in der Illinois Women's Soccer League. Nach guten Leistungen bekam sie im Mai 2011 einen Vertrag bei dem WPSL Verein FC Indiana Lionesses. In Indiana erzielte sie in zehn Spielen zehn Tore, bevor die Liga nach der Saison aufgelöst wurde. Danach verließ sie Indiana und wechselte in die Illinois Women's Soccer League zu den Chicago Kickers SC.

### International
Shipe spielt international für die Fußballnationalmannschaft des Heimatlandes ihrer Eltern. Sie spielte ihr Debüt im Juni 2013 gegen die Bangladeschische Fußballnationalmannschaft der Frauen in der Weltmeisterschaftsqualifikation für 2014.